# فرودگاه شهری لنسینگ
فرودگاه شهری لنسینگ (به انگلیسی: Lansing Municipal Airport) یک فرودگاه همگانی بهره‌برداری هوایی است که یک باند فرود آسفالت دارد و طول باند آن ۱۰۳۵ متر است. این فرودگاه در شهر شیکاگو کشور ایالات متحده آمریکا قرار دارد و در ارتفاع ۱۸۹ متر بالاتر از سطح دریا واقع شده‌است.